# Ligue de diamant 2010 - saut à la perche féminin
Navigation
2011
Le concours du saut à la perche féminin de la Ligue de Diamant 2010 s'est déroulé du 14 mai au 19 août 2010. La compétition a successivement fait étape à Doha, Rome, Eugene, Gateshead, Monaco et Stockholm, la finale se déroulant à Zürich. L'épreuve est remportée par la Brésilienne Fabiana Murer, vainqueur de quatre courses en sept meetings.

## Calendrier
| Date            | Meeting                         | Ville     | Pays        |
| --------------- | ------------------------------- | --------- | ----------- |
| 14 mai 2010     | Qatar Athletic Super Grand Prix | Doha      | Qatar       |
| 10 juin 2010    | Golden Gala                     | Rome      | Italie      |
| 3 juillet 2010  | Prefontaine Classic             | Eugene    | États-Unis  |
| 10 juillet 2010 | Meeting de Gateshead            | Gateshead | Royaume-Uni |
| 22 juillet 2010 | Meeting Herculis                | Monaco    | Monaco      |
| 6 août 2010     | DN Galan                        | Stockholm | Suède       |
| 19 août 2010    | Weltklasse Zürich               | Zurich    | Suisse      |

## Faits marquants
En l'absence de Yelena Isinbayeva qui décide de faire une pause dans sa carrière, Silke Spiegelburg remporte la première étape de la Ligue de Diamant 2010 en franchissant 4,70 m à sa troisième tentative. Auteur de la meilleure performance mondiale de l'année, l'Allemande égale son record personnel de 4,70 m et devance finalement la Russe Tatyana Polnova.

## Résultats
| Date | Meeting   | 1er                            | 1er   | 2e                             | 2e    | 3e                                                 | 3e    |
| --- | --------- | ------------------------------ | ----- | ------------------------------ | ----- | -------------------------------------------------- | ----- |
| 14 mai 2010 | Doha      | Silke Spiegelburg 4,70 m (WL)  | 4 pts | Tatyana Polnova 4,55 m         | 2 pts | Jiřina Ptácniková 4,55 m (PB) Anna Rogowska 4,55 m | 1 pt  |
| 10 juin 2010 | Rome      | Fabiana Murer 4,70 m           | 4 pts | Silke Spiegelburg 4,70 m (PB)  | 2 pts | Jiřina Ptácniková 4,60 m                           | 1 pt  |
| 3 juillet 2010 | Eugene    | Fabiana Murer 4,58 m           | 4 pts | Anna Rogowska 4,58 m           | 2 pts | Yuliya Golubchikova 4,48 m Lacy Janson 4,48 m      | 1 pt  |
| 10 juillet 2010 | Gateshead | Svetlana Feofanova 4,71 m (SB) | 4 pts | Fabiana Murer 4,61 m           | 2 pts | Silke Spiegelburg 4,61 m                           | 1 pt  |
| 22 juillet 2010 | Monaco    | Fabiana Murer 4,80 m           | 4 pts | Svetlana Feofanova 4,70 m (PB) | 2 pts | Lacy Janson 4,60 m (PB)                            | 1 pt  |
| 6 août 2010 | Stockholm | Svetlana Feofanova 4,71 m      | 4 pts | Silke Spiegelburg 4,61 m       | 2 pts | Fabiana Murer 4,51 m                               | 1 pt  |
| 19 août 2010 | Zürich    | Fabiana Murer 4,81 m           | 8 pts | Svetlana Feofanova 4,71 m      | 4 pts | Silke Spiegelburg 4,61 m                           | 2 pts |
| Records et Performances - AR : Record continental (area record) - CR : Record des championnats (championship record) - MR : Record du meeting (meet record) - NR : Record national (national record) - OR : Record olympique (olympic record) - PR : Record paralympique (paralympic record) - PB : Record personnel (personal best) - SB : Meilleure performance personnelle de la saison (season's best) - WL : Meilleure performance mondiale de l'année (world leader) - WJR : Record du monde junior (world junior record) - WR : Record du monde (world record) Circonstances et Conditions - DNF : N'a pas terminé (did not finish) - DNS : N'a pas pris le départ (did not start) - DQ : Disqualification (disqualification) - NM : Aucun essai valable enregistré (No Mark) - Q : Qualifié « directement » au prochain tour (ou à la prochaine compétition), lors d'une compétition majeure, grâce au classement ou à la réalisation des minima (automatic qualifier) - q : Qualifié au prochain tour (ou à la prochaine compétition), lors d'une compétition majeure, grâce au repêchage ou à la réalisation de l'une des meilleures performances parmi celles des « non qualifiés directement » (grâce au meilleur temps ou à la meilleure distance par exemple) (secondary qualifier) |           |                                |       |                                |       |                                                    |       |

## Classement général
| Rang | Athlète             | Points |
| ---- | ------------------- | ------ |
| 1    | Fabiana Murer       | 23     |
| 2    | Svetlana Feofanova  | 14     |
| 3    | Silke Spiegelburg   | 11     |
| 4    | Lacy Janson         | 2      |
| 5    | Jiřina Ptácniková   | 2      |
| 6    | Yuliya Golubchikova | 1      |